# Mary MacLaren
Mary MacLaren (19 de janeiro de 1896 – 9 de novembro de 1985) foi uma atriz de cinema norte-americana. Ela apareceu em 136 filmes mudos entre 1916 e 1949. Foi irmã da atriz Katherine MacDonald.

## Filmografia selecionada
- Where Are My Children? (1916)
- The Unpainted Woman (1919)
- The Petal on the Current (1919)
- Bonnie Bonnie Lassie (1919)
- The Three Musketeers (1921)
- The Wild Goose (1921)
- Across the Continent (1922)
- The Face in the Fog (1922)
- Outcast (1922)
- Under the Red Robe (1923)
- On the Banks of the Wabash (1923)
- The Uninvited Guest (1924)
- Headline Shooter (1933)
- Westward Ho (1935)
- The New Frontier (1935)
- King of the Pecos (1936)

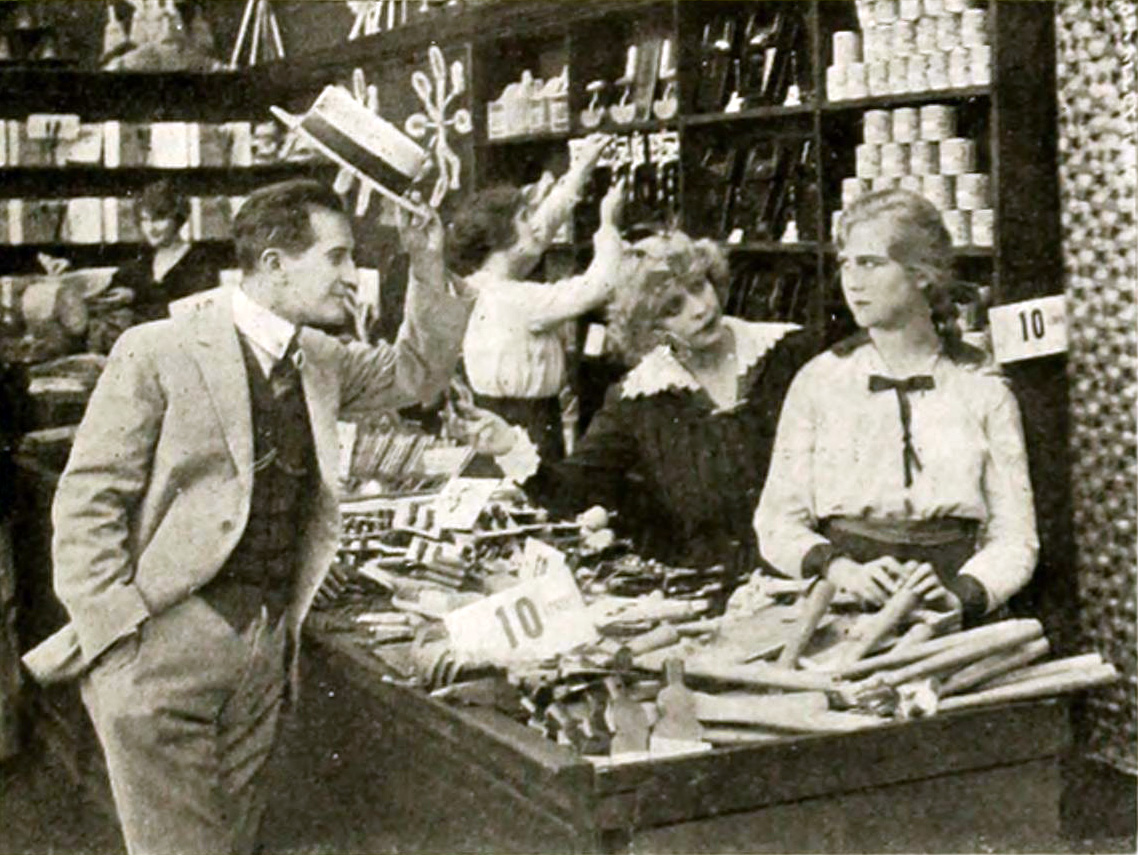
Shoes (1916)

- What Becomes of the Children? (1936)
- Prairie Pioneers (1941)